# گرسیوتی

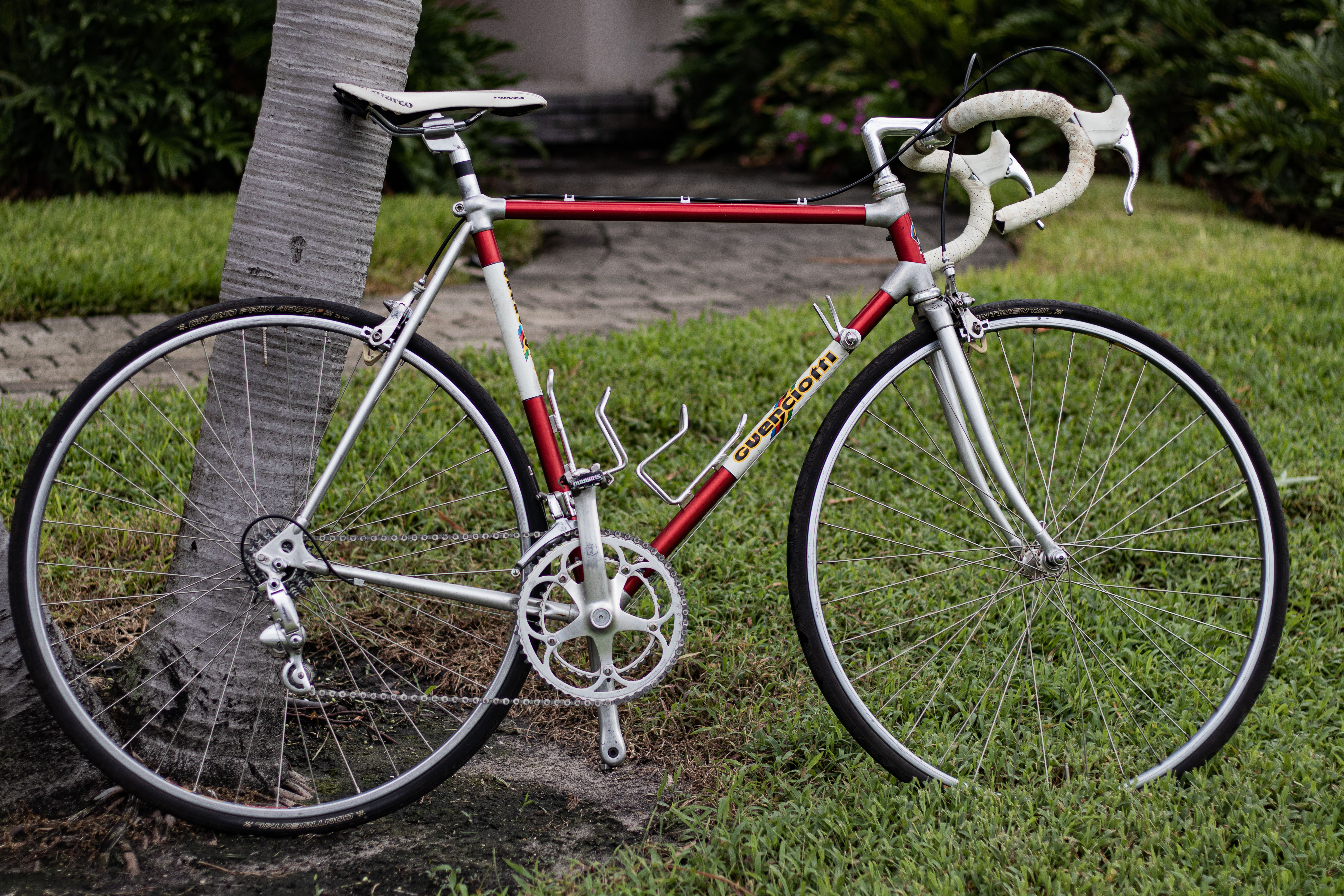
یک دوچرخه محصولی از کمپانی گرسیوتی

گرسیوتی (: Guerciotti) شرکت دوچرخه‌سازی ایتالیایی است، که در سال ۱۹۶۴ تأسیس شد.